# Paintbox Quantel
Quantel Paintbox era una estación de trabajo de gráficos por computadora dedicada a la composición de gráficos y videos de televisión. Producido por el fabricante británico de equipos de producción Quantel (que, a través de una serie de fusiones, ahora forma parte de la compañía Grass Valley), su diseño enfatizaba la eficiencia del flujo de trabajo necesaria para la producción de noticias en vivo.
A un precio por unidad de US$250 000 (equivalente a $837 848 en 2023), eran utilizados principalmente por grandes cadenas de televisión como NBC,  mientras que en el Reino Unido, CAL Videographics, la empresa de Peter Claridge, fue la primera empresa comercial en comprar uno, también fueron usadas por algunos centros de arte y artistas en particular.
Tras su lanzamiento en 1981, Paintbox revolucionó la producción de gráficos para televisión.

## Historia

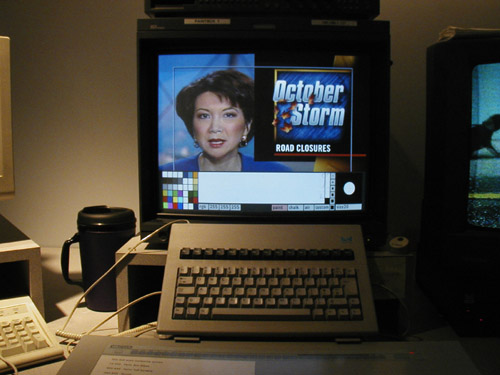
La interfaz para ejecutar el software Quantel Paintbox en un Paintbox serie V

El equipo de desarrollo de Quantel desarrollo la funcionalidad y la interfaz de usuario orientadas al artista, que se mantuvieron prácticamente sin cambios durante la existencia del producto; Su lápiz y tableta patentados sensibles a la presión lo elevaron de una computadora a una verdadera herramienta de artista. 
Quantel "Paint Box" tenía 24 bits con calidad de Broadcast en tiempo real y se lanzó en la NAB de Las Vegas en mayo de 1981. Los modelos PAL DPB-7001 y la NTSC DPB-7000 eran solamente máquinas de pintura digital, que 9 meses después se les agregó plantillas/capas y en 1983 Pepper Howard les agregó funciones de fuentes y texto. El hardware consistía en componentes disponibles en el mercado, respaldados por circuitos integrados de lógica de matriz programable que fueron programados a medida por Quantel. La combinación de lo último en hardware y software personalizado resolvia problemas con la pintura digital  y permitía a los artistas una forma amigable  de crear obras de arte que no requería demasiados conocimientos de informática significó, esto permitió que Paintbox fuera un éxito instantáneo. Paintbox se convirtió en el estándar de la industria para estudios digitales y la herramienta de manipulación de imágenes durante los siguientes quince años, llevando el arte y los gráficos digitales a las pantallas de televisión de todos.

## Paintbox en el arte

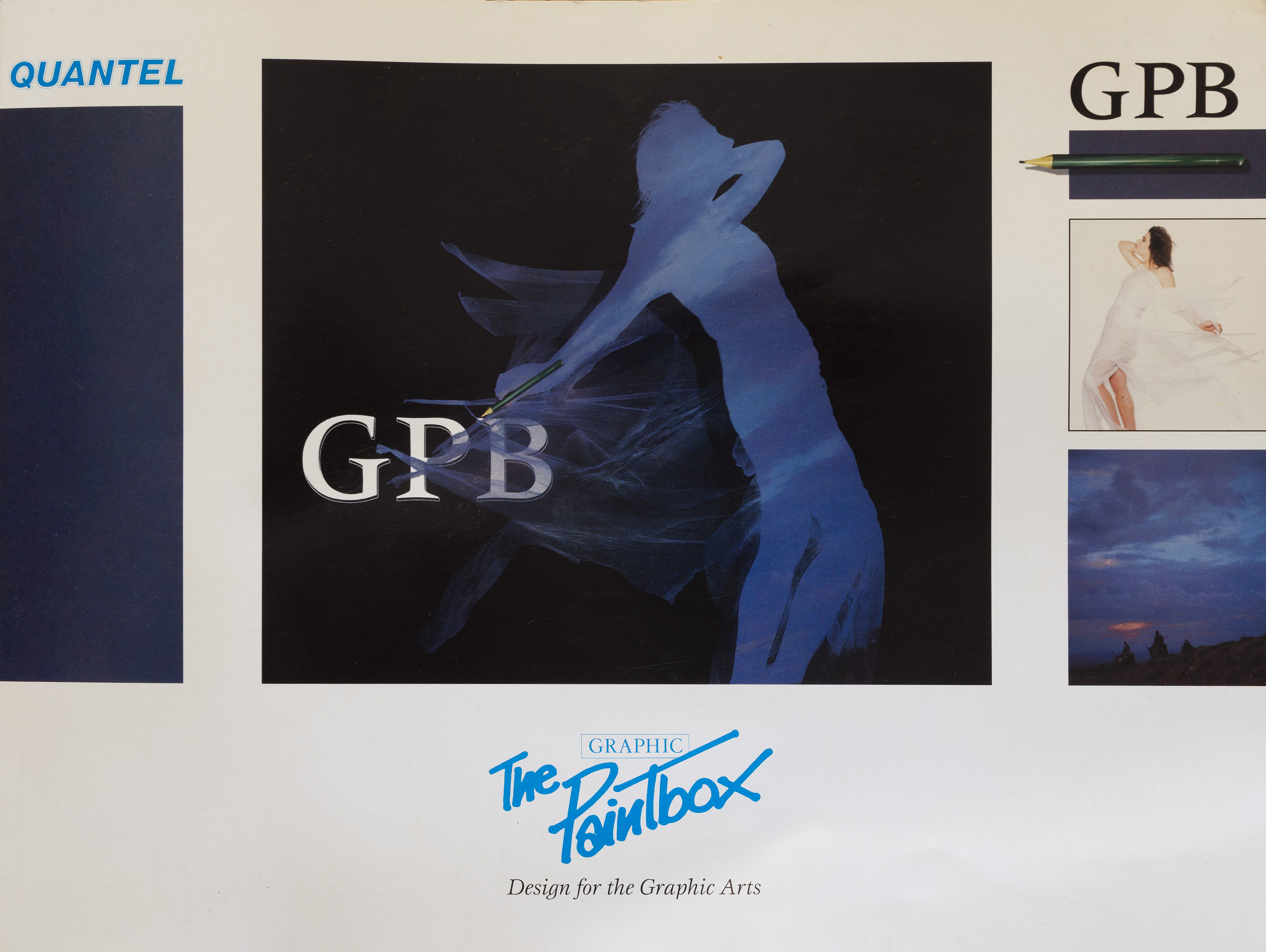
Portada del folleto Graphic Paintbox de Quantel

Invirtiendo mucho en arte la empresa Quantel empleó a cien artistas digitales a finales de la década de 1980 para mejorar y demostrar las funciones de Paintbox. Graphic Paintbox se utilizó para crear el cartel de The Silence of the Lambs, JFK, The Doors y portadas de discos de Nevermind de Nirvana y Paul's Boutique de los Beastie Boys. The Miracle, el álbum de estudio de la banda de rock Queen, fue diseñado por Richard Gray y creado por Richard Baker. 
La primera empresa en Francia en comprar un Paintbox, Computer Video Film, recibió el financiamiento del Ministerio de Cultura francés para crear el cortometraje de 1985 Six Peintres Sur Ordinateur, pero el usuario más famoso fue David Hockney, quien creó su primer cuadro digital. art on a Paintbox en junio de 1985, luego Richard Hamilton, Howard Hodgkin, Larry Rivers, Sidney Nolan y Jennifer Bartlett en 1986 para crear obras de arte digitales originales para la innovadora serie de la BBC de 1987 Painting with Light.
Quantel también entregó tres sistemas Paintbox a tres escuelas de arte en el Reino Unido a mediados de la década de 1980, incluido Blackpool College, donde el artista Adrian Wilson lo utilizó para crear imágenes digitales, incluida la portada del álbum de James para Gold Mother . Dos de las piezas de Paintbox de Wilson se incluyeron en la exposición pionera Art & Computers en la Cleveland Art Gallery, Inglaterra, en septiembre de 1988 y fue patrocinado por Quantel, quien utilizó sus imágenes para la portada del folleto de ventas de Graphic Paintbox.  Uno de los beneficiarios, Duncan del Jordanstone College of Art, había nombrado recientemente al videoartista Stephen Partridge como conferenciante, quien luego estableció en 1984 la The Television Workshop para apoyar la producción de artistas y cineastas y el acceso a tecnología de brodcast. Más de 400 producciones recibieron apoyo de esta manera entre 1984 y 1992, hasta que el vídeo de escritorio se adelantó a la necesidad. Los artistas y cineastas que utilizaron el taller incluyeron a Richard Morrison,  Jeff Keen, Robert Cahen, Tamara Krikorian, Pictorial Heroes, Judith Goddard y muchos otros. 
El vídeo musical de " Money for Nothing " de Dire Straits se creó en un sistema de animación 3D Bosch FGS-4000 utilizando un Quantel Paintbox para fondos y texturas.
Los gráficos para las canciones para cantar de Disney también se crearon en un Paintbox.
Para celebrar el 50 aniversario de Quantel en 2023, Adrian Wilson fue curador de una exposición de Paintbox Art para la Computer Arts Society,  con la exposición y el catálogo diseñados por Kim Mannes-Abbot, cuya imagen aparece en la portada de Paintboxed de 1994. ! libro.